# Закон о забрани геј пропаганде у Русији
Руски федерални закон означен бројем 135-ФЗ „у циљу заштите деце од информација које заговарају негирање традиционалних породичних вредности”, познатији као закон против геј пропаганде и антигеј закон, јесте текст закона који је усвојила Дума (само један посланик је био суздржан) и потом ратификовао председник Русије Владимир Путин 30. јуна 2013. године. Како је наведено, овим законом, тачније ставка број пет, жели се пружити „заштита деце од информација које могу нарушити њихово здравље и развој”. Члан закона истиче да деца требају избегавати све типове „лоших информација” како би њихово здравље, као и интегритет породице био заштићен.
Закон постигнут консензусом, је усвојен као закон о заштити деце и спречавању приступу информацијама које су класификоване као „неприродне”. Овај закон се видљиво односи на ЛГБТ популацију. Својим парафом, закон је ратификовао и председник Владимир Путин, а закон је тада означен као „забарана геј пропаганде” у Русији.
Године 2017, Европски суд за људска права успротивио се тексту закона, изјавом да овај закон ојачава дискриминацију ЛГБТ+ популације. Суд је одлучио да казни Русију са 43.000 евра.